# Herb gminy Brodnica (powiat śremski)
Herb gminy Brodnica – symbol gminy Brodnica, ustanowiony w 1994.

## Wygląd i symbolika
Herb przedstawia na tarczy dzielonej w pas linią falistą na dwie części: górną czerwoną i dolną zieloną biała stylizowaną literę „B”, ponad nią białego orła w żółtej koronie, a pod nią żółtą łódź (godło z herbu Łodzia).